# Cornwall MRC Formula 1 Race
Cornwall MRC Formula 1 Race je bila neprvenstvena dirka Formule 1, ki se je v sezonah 1954 in 1955 trikrat odvijala na dirkališču Davidstow Circuit v angleškem mestu Cornwall. Na drugi dirki v sezoni 1954 je John Coombs dosegel prvo zmago Lotusa, četrtega najuspešnejšega konstruktorja v zgodovini Formule 1, v Formuli 1. Ostali dve dirki sta dobila dirkača Connaughta, Leslie Marr in John Riseley-Prichard.

## Zmagovalci
| Leto | Datum     | Zmag. dirkač          | Zmag. moštvo    | Poročilo |
| ---- | --------- | --------------------- | --------------- | -------- |
| 1955 | 30. maj   | Leslie Marr           | Connaught       | Poročilo |
| 1954 | 2. avgust | John Coombs           | Lotus-Connaught | Poročilo |
| 1954 | 7. junij  | John Riseley-Prichard | Connaught       | Poročilo |